# Deuterio
El deuterio (del griego Δεύτερος segundo), cuyo símbolo es ²H, es un isótopo estable del hidrógeno que se encuentra en la naturaleza con una abundancia del 0,015 % del total de átomos de hidrógeno (uno de cada 6500). El núcleo del deuterio está formado por un protón y un neutrón (el hidrógeno tiene solamente un protón). Cuando el isótopo pierde su electrón el ion resultante recibe el nombre de deuterón. 
El deuterio también recibe el nombre de hidrógeno pesado. Se puede nombrar como ²H o como D. Aunque no es un elemento diferenciado en el sentido estricto (es hidrógeno), la diferenciación entre las propiedades de los isótopos es tanto más acusada cuanto más ligero sea el elemento químico al que pertenecen. En el caso del deuterio las diferencias son máximas ya que tiene el doble de masa atómica que el hidrógeno.
El deuterio fue detectado en 1931 por Harold Clayton Urey, un químico de la Universidad de Columbia. Urey ganó, en 1934, el Premio Nobel de química por este trabajo.
La existencia del deuterio en la Tierra, otras partes del Sistema Solar (según lo confirmado por las sondas planetarias) y en los espectros de estrellas es un dato importante en cosmología. La fusión estelar destruye el deuterio y no hay procesos de creación naturales conocidos con excepción de la nucleosíntesis primordial, que pudo haber producido el deuterio en una abundancia cercana a la natural observada en este elemento. Esta abundancia parece ser una fracción muy similar a la del hidrógeno, dondequiera que se encuentre este. Así, la existencia del deuterio es una de las discusiones a favor de la teoría del Big Bang en vez de la teoría del estado estacionario del universo.
El deuterio combinado con el oxígeno forma agua pesada.

## Aplicaciones del deuterio
El deuterio es útil en los procesos de fusión nuclear junto con el tritio debido a la gran sección eficaz de la reacción. También se experimenta con él en otras reacciones como la deuterio + deuterio o deuterio + helio-3.
En química y bioquímica, el deuterio se utiliza como trazalíneas isotópico no radiactivo en moléculas para estudiar reacciones químicas y cambios metabólicos, debido a que químicamente se comporta semejantemente al hidrógeno ordinario, pero puede ser distinguido del hidrógeno ordinario por su masa, usando espectrometría de masa o espectrometría infrarroja.

## Antideuterio
El antideuterio es la antipartícula del deuterio.
Está compuesto por un antiprotón y un antineutrón en el núcleo y un positrón ligado a este, de la misma forma en que lo está el electrón en el átomo de deuterio.
El átomo completo todavía no ha sido creado, pero sí su núcleo (antiprotón y antineutrón), producido por primera vez en 1965 en el Proton Synchrotron del CERN y en el National Laboratory de Brookhaven.